# Karlskoga-Kuriren
Karlskoga-Kuriren var en oberoende socialdemokratisk sexdagarstidning grundad 1941 som kom ut i Karlskoga kommun och Degerfors kommun. 2020 slogs tidningen samman med Karlskoga Tidning och blev den nya tidningen Karlskoga Tidning Kuriren. 

## Historik
Tidningens redaktion slogs ihop med Karlskoga Tidning år 2011 och ägs av Nya Wermlands-Tidningens AB. Karlskoga-Kuriren utgavs som en egen edition, där förstasidorna, ledar- och opionsidorna skiljde de två tidningarna åt. 2020 blev tidningarna en och samma tidning, 
När Karlskoga-Kuriren startade 1941, som avläggare till socialdemokratiska Örebro-Kuriren, var den en middagstidning med 10-12 sidor och innehöll relativt lite nyheter från Karlskoga-regionen. Den utgavs även som middagstidning, vilket gjorde att den hade svårt att slå igenom. Från hösten 1945 utgav den dock som morgontidning med fokus helt mot Karlskoga och Degerfors och ökade snabbt upplagan.
Tidningen kom ut sex dagar i veckan och innehöll 2018 normalt 32-40 sidor.
Karlskoga-Kuriren ingick tidigare i A-pressen. 2002 köptes Karlskoga-Kuriren, i likhet med Nya Örebrokuriren, av Nerikes Allehanda, vilket innebar att ägandet senare hamnade hos Promedia. 
Hösten 2011 såldes tidningen av Promedia till Nya Wermlands-Tidningen, som sedan tidigare ägde Karlskoga Tidning. Upplagan var vid detta tillfälle 5 100 exemplar. Efter köpet slogs de två Karlskoga-tidningarnas redaktioner ihop måndagen den 5 december 2011. 
Chefredaktör och ansvarig utgivare sedan sammanslagningen år 2011 är Catarina Forsberg. 